# Culicoides clastrier
Culicoides clastrier är en tvåvingeart som beskrevs av Callot, Kremer och Deduit 1962. Culicoides clastrier ingår i släktet Culicoides och familjen svidknott. Inga underarter finns listade i Catalogue of Life.